# Justicia kessleri
Justicia kessleri är en akantusväxtart som beskrevs av Wassh. och J.R.I.Wood. Justicia kessleri ingår i släktet Justicia och familjen akantusväxter. Inga underarter finns listade i Catalogue of Life.